# Дутерте, Родриго
Родри́го Ро́а Дуте́рте (таг. Rodrigo Roa Duterte, по прозвищу Дигонг; род. 28 марта 1945) — филиппинский государственный деятель. Президент Филиппин с 30 июня 2016 по 30 июня 2022.
Занимал должность мэра города Давао на острове Минданао семь сроков, в общей сложности более 22 лет. Также был вице-мэром города и членом Конгресса Филиппин.
Расследование Международного уголовного суда привело к аресту Дутерте и его доставке в Гаагу 11 марта 2025 года, что сделало его первым президентом Филиппин, представшим перед международным трибуналом, и первым лидером из Азии, которого судил МУС.

## Ранние годы
Родриго Дутерте родился 28 марта 1945 года на острове Лейте в городе Маасине (провинция Южный Лейте) в семье Висенте Дутерте (умер в 1988 году), будущего губернатора провинции Давао, и Соледад Роа (умерла 4 февраля 2012), школьной учительницы и общественного деятеля. Родители являются выходцами из народа себуано, дед по материнской линии — китайский мигрант из Фуцзяня.
Висенте Дутерте, прежде чем стать губернатором Давао, был мэром города Данао (провинция Себу).
Семья Дутерте переселилась в регион Давао в 1951 году. Висенте имел частную юридическую практику, а Соледад работала учительницей в муниципальных школах. В 1952 году Висенте занялся политической деятельностью, а его жена ушла с работы для того, чтобы помочь мужу в его начинаниях.
Окончил в 1956 году начальную школу святой Анны в Давао. Впоследствии его дважды выгоняли из школы за плохое поведение и вторую ступень образования он завершил в Академии Святого Креста в Дигосе. В 1968 году Дутерте получил степень бакалавра искусств в Лицее Филиппинского университета в Маниле. В 1972 году окончил Юридический колледж Святого Беды, где получил юридическое образование. В том же году он сдал экзамен на право заниматься адвокатской практикой. В конечном итоге он занял должность юрисконсульта в прокуратуре города Давао (1977—1979); затем стал последовательно четвёртым (1979—1981), третьим (1981—1983) и наконец вторым (1983—1986) заместителем прокурора города Давао.

## Давао
После произошедшей в 1986 году Жёлтой революции Дутерте был назначен вице-мэром Давао. В 1988 году он выставил свою кандидатуру на должность мэра и выиграл выборы. Мэром Давао Дутерте оставался до 1998 года. Он создал прецедент, назначив заместителями мэра людей, представлявших в администрации города народы Манобо и Моро, что позднее скопировали в остальных частях Филиппин. В 1998 году он уже не мог вновь баллотироваться в мэры из-за ограничения по количеству сроков и выставил свою кандидатуру в Палату представителей, став конгрессменом от 1-го округа города Давао. В 2001 году Дутерте вновь баллотировался в мэры Давао и был избран на четвёртый срок. Впоследствии его переизбирали в 2004 и 2007 годах.
Несмотря на свою жёсткую позицию по проблеме наркозависимости и наркодилеров, Дутерте потратил 12 миллионов песо из средств города на строительство центра реабилитации наркозависимых. В 2003 году он заявил о предоставлении ежемесячного пособия в 2 тысячи песо каждому наркозависимому, пришедшему к нему и пообещавшему завязать с наркотиками.
В 2013 году Давао послал спасателей и медиков в Таклобан для предоставления помощи жертвам тайфуна Хайян. В провинциях Бохоль и Себу жертвам землетрясения была предоставлена финансовая помощь.
В начале сентября 2015 года турист ответил отказом на требование потушить сигарету в баре, нарушая тем самым антитабачный закон Давао, после чего владелец бара позвонил мэру. Дутерте лично прибыл в бар и заставил туриста проглотить окурок сигареты. За это Дутерте подвергся критике, особенно со стороны филиппинской Комиссии по правам человека.

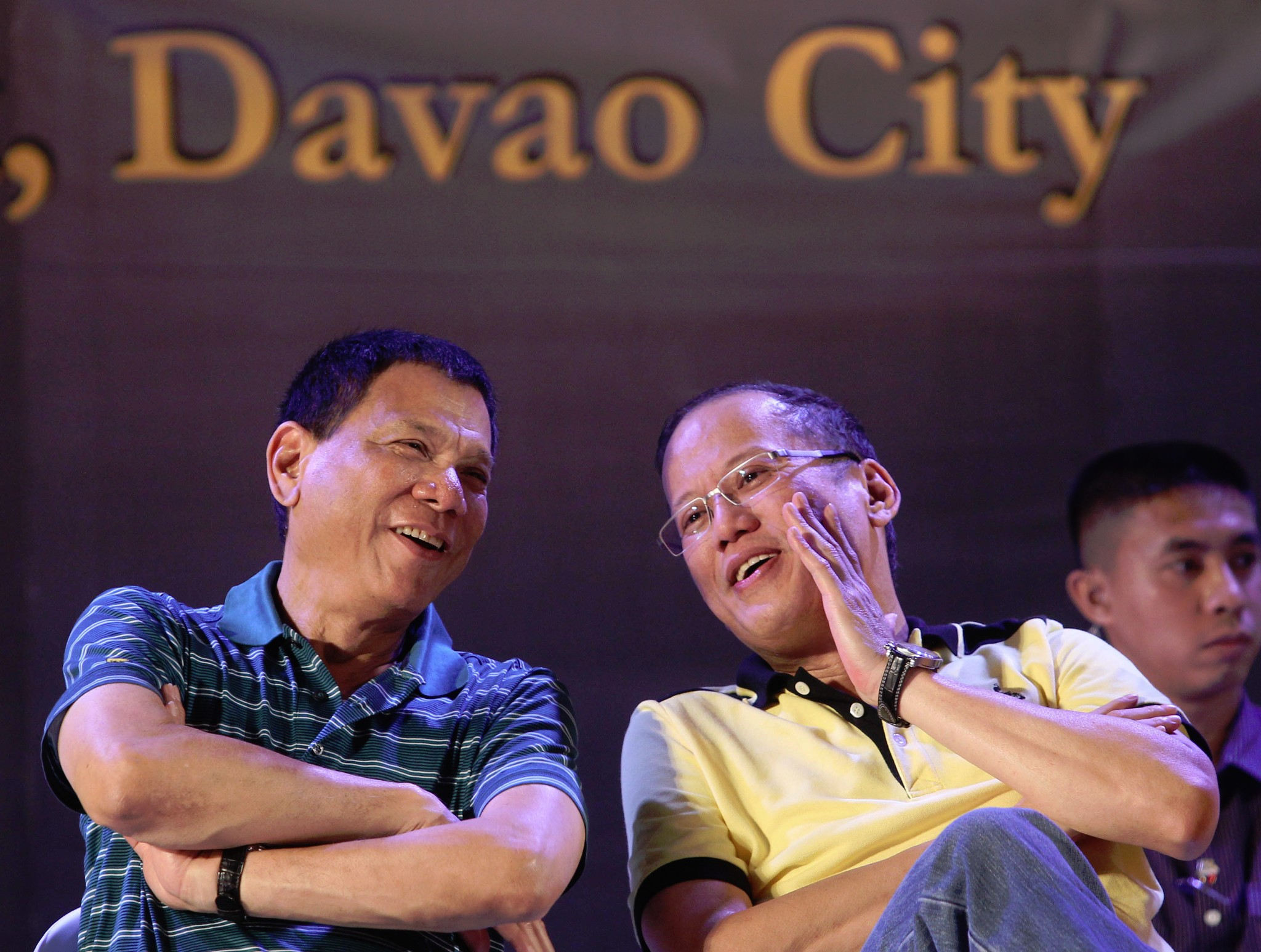
Мэр Давао Родриго Дутерте и Президент Филиппин Бенигно Акино III, 2013 год

В 2010 году Дутерте был избран вице-мэром, сменив на этом посту свою дочь, Сару Дутерте-Карпио, избранную мэром. Президенты Рамос, Эстрада, Макапагал-Арройо и Акино предлагали Дутерте пост секретаря Внутреннего и местного самоуправления, но каждый раз он отказывался. В апреле 2014 года он также отказался от номинации на World Mayor Prize, присуждаемой международной комиссией выдающимся мэрам, сказав, что просто выполнял свои обязанности. Кроме того Дутерте отказался от награды Американского онкологического общества и антитабачной награды, вручавшейся в 2010 году в Сингапуре.
Дутерте, прозванного «Палачом» журналом Time, неоднократно критиковали правозащитные организации, включая Amnesty International, за поддержку казней преступников без суда и следствия, якобы совершавшихся «эскадронами смерти Давао». В апреле 2009 года в докладе на 11 сессии Генеральной Ассамблеи ООН было сказано; «Мэр Давао ничего не сделал для того, чтобы предотвратить эти убийства, а его публичные комментарии заставляют считать, что он их поддерживает». Согласно докладу организации Human Rights Watch, в 2001—2002 годах Дутерте назвал в радио- и телепрограммах имена ряда преступников, некоторые из которых были позднее убиты. В июле 2005 года на саммите, посвящённом борьбе с преступностью, политик заявил: «Быстрые казни преступников остаются самым эффективным способом борьбы с похищениями и наркоторговлей».
В 2015 году Дутерте подтвердил наличие связи между ним и убийствами преступников без суда в Давао, а также заявил, что если станет президентом, то казнит вплоть до ста тысяч преступников.
Human Rights Watch призвала Дутерте остановить деятельность эскадронов смерти в Давао.

## Президентские выборы
В начале 2015 года Дутерте намекнул в средствах массовой информации о намерениях участвовать в президентских выборах 2016 года, пообещав, в случае победы, преобразовать Филиппины в федеративную республику с парламентской формой правления. Годом ранее в сети началась кампания в поддержку выдвижения Дутерте его сторонниками, однако в феврале 2014 года он заявил, что не обладает должной квалификацией для занятия более высоких, чем пост мэра города, государственных должностей. Тем не менее, в 2015 году на форуме сторонников федерализации страны в Багио Дутерте заявил, что включится в президентскую гонку, поскольку «необходимо спасать республику». Через несколько дней после этого заявления он снова вступил в Филиппинскую демократическую партию «Национальная борьба», утверждая при этом, что фактически никогда не покидал её и лишь передал мандат местному филиалу партии во время региональных выборов в Давао 2013 года. Позже лидер партии Акилино Пиментел III подтвердил, что кандидатура Дутерте рассматривалась среди кандидатов к президентским выборам 2016 года от партии, особо отметив, что позиция партии о необходимости федерализации Филиппин совпадает с программным заявлением по этому вопросу самого Дутерте.
В сентябре 2014 года Дутерте ответил отказом другому кандидату в президенты — действующему сенатору страны Мириам Дефенсор Сантьяго на её предложение баллотироваться на высший пост Филиппин совместно (если Дефенсор Сантьяго побеждала, то Дутерте занимал пост вице-президента страны), предложив ей рассмотреть кандидатуру бывшего министра обороны Джилберто Теодоро младшего. В марте 2015 года лидер партии «Лакас-Христианский и мусульманские демократы» Фердинанд Мартин Ромуальдес объявил о включении партии в президентскую гонку, а член партии конгрессмен Данило Суарес заметил, что они должны убедить Джилберто Теодоро выйти в отставку и затем идти на президентских выборах совместно с Мириам Дефенсор Сантьяго. Тем не менее, в октябре 2015 года Сантьяго приняла решение в пользу другого политика Бонгбонга Маркоса.
21 июня 2015 года в еженедельной программе на местном телевидении Давао Дутерте упомянул, что рассматривает предложение своих друзей и сторонников выдвинуть свою кандидатуру на президентских выборах 2016 года. Он также добавил, что поставит в этом вопросе точку в начале самой кампании. Вместе с тем, уже через четыре дня на деловом форуме «ASIA CEO Forum» в Макати он заявил, что не будет баллотироваться на выборах и вообще никогда не хотел этого. Спустя месяц, отвечая на реплику министра юстиции Филиппин Лейлы Де Лимы о нежелании в дальнейшем работать вместе с Дутерте, он заявил о том, что в ходе президентской гонки будет агитировать против Либеральной партии в том случае, если Де Лима останется в её составе, назвав министра лицемеркой, а её принципы работы — «гнилыми».
В августе 2015 года на встрече с военными офицерами Дутерте общался с основателем маоистской Коммунистической партии Филиппин Хосе Мария Сисоном, бывшим некогда его лицейским преподавателем. В ходе разговора он сказал Сисону, что будет баллотироваться на пост президента, если вооружённое крыло партии — Новая народная армия — откажется от своей более чем сорокалетней мятежной деятельности, поскольку «вооружённая борьба как средство достижения перемен в обществе в современном мире является устаревшим методом». Средствам массовой информации Дутерте заявил, что на вопрос Сисона о его планах на 2016 год он ответил, что покамест таковых не имеет.

## Президентство

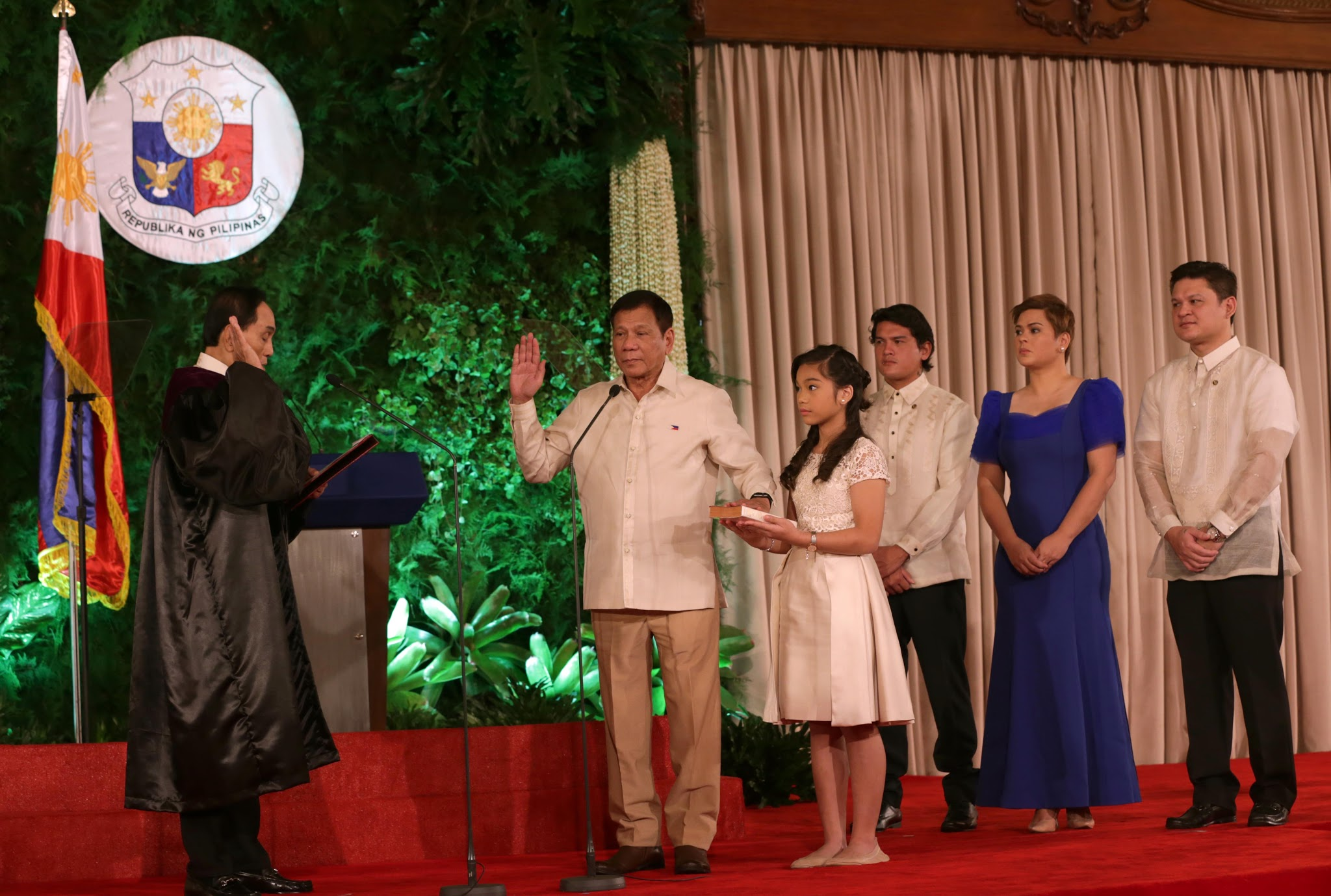
Родриго Дутерте принимает Присягу президента Филиппин, 30 июня 2016 года

Вечером 30 июня 2016 года, через несколько часов после своей президентской инаугурации на встрече с гражданами в Маниле Дутерте произнёс такую речь:

Наркодилеры, эти выблядки, уничтожают наших детей. Я предупреждаю вас, не вмешивайтесь в это [наркоторговлю], даже если вы полицейский, потому что я действительно убью вас.

После этого Дутерте своими словами намекнул всей полиции Филиппин, что простит убийство наркодилеров во время спецопераций и облав.
С началом президентства Дутерте в стране начались массовые убийства наркодилеров. После этого США заявили правительству Филиппин, что могут прекратить поставки оружия для армии Филиппин, если и дальше в этой стране будут происходить нарушения принципа верховенства права, процессуальных гарантий и прав человека. Правительство Филиппин заявило, что оно против внесудебных расправ, происходящих без участия правоохранительных органов, хотя и намерено искоренить наркоторговлю.
В августе 2016 года в мировых СМИ появилась информация о том, что 900 наркодилеров были убиты на Филиппинах, убийства происходили во время облав и спецопераций, которые устраивали полиция и гражданские активисты (народная дружина). Дутерте на одном из брифингов зачитал имена сотни политиков, военных, сотрудников полиции и других влиятельных людей, и сказал, что они имеют отношение к изготовлению и продаже наркотиков, получают от этого прибыль, и приказал им сдаться.

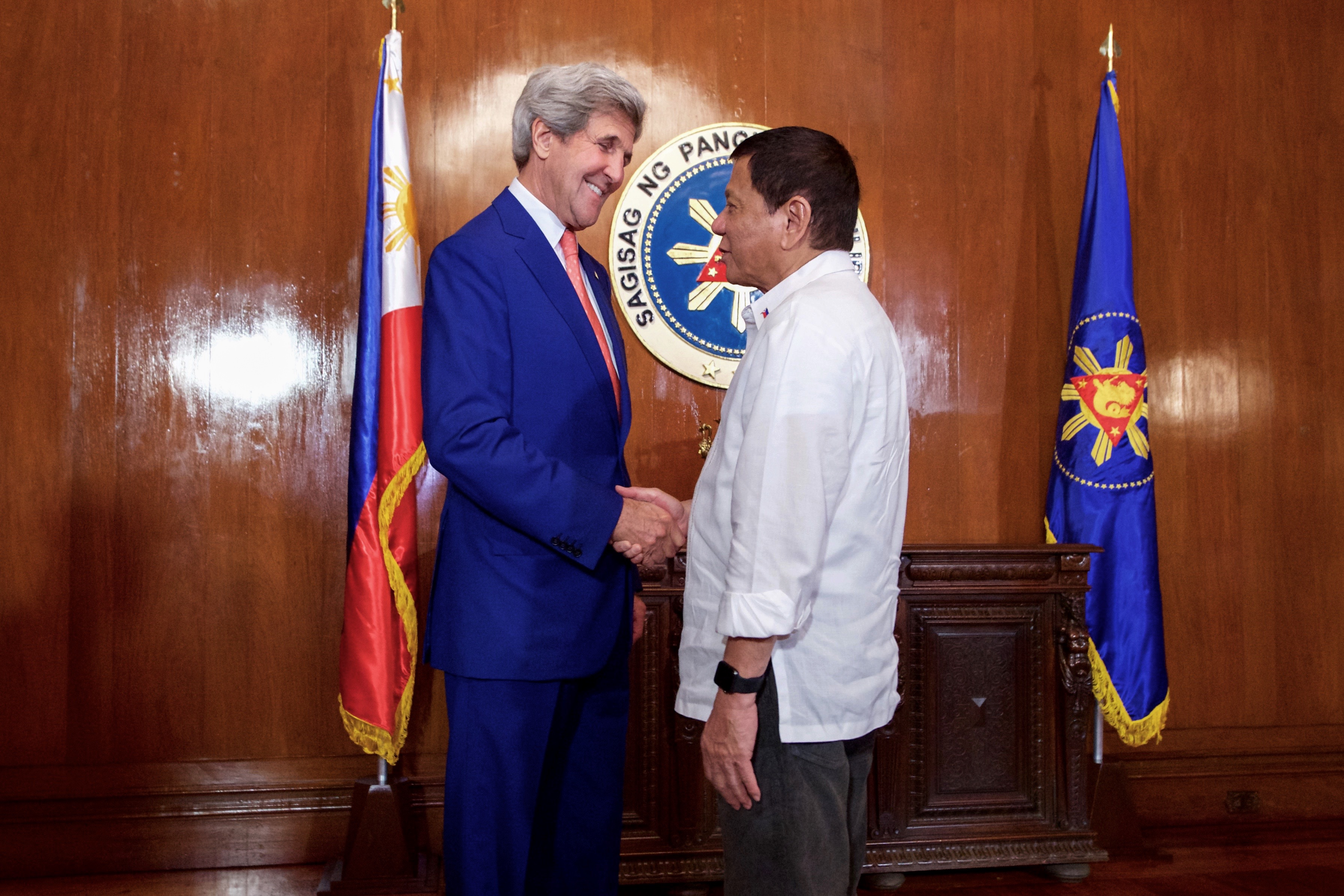
С Государственным секретарём США Джоном Керри, июль 2016 года

19 августа 2016 года специальный докладчик ООН по проблеме внесудебных казней Аньес Калламар заявила, что призыв Дутерте убивать тех, кого он считает наркодилерами, является безответственным шагом, и, более того, такие поступки являются преступлением. В ответ на это 21 августа Родриго Дутерте заявил, что рассматривает вопрос о выходе Филиппин из ООН:

«Возможно, нам следует отделиться от ООН. Зачем нам выслушивать эти глупости?»

Также Дутерте сказал, что ООН не может справиться с голодом, терроризмом и военными конфликтами в Сирии и Ираке (имелись в виду Гражданская война в Сирии и ИГИЛ). Ещё Дутерте сказал, что рассматривает возможность создать новый международный орган (который, по его мнению, будет лучше ООН), который будет состоять из Филиппин, Китая и некоторых стран Африки.
5 сентября 2016 года Дутерте оскорбил президента США Барака Обаму в своей речи на пресс-конференции на Филиппинах, которая произошла перед началом саммита АСЕАН восточноазиатских и мировых государственных лидеров в Лаосе:

«Ты должен проявить уважение. Не нужно делать заявления и кидаться пустыми вопросами. [Далее по-тагальски] Сын шлюхи, я прокляну тебя на этом форуме!»
Оригинальный текст (англ.)You must be respectful. Do not just throw questions and statements. Putang-ina, mumurahin kita diyan sa forum na ‘yan!

Чуть позже пресс-служба президента Дутерте извинилась за его слова.
Также он сказал, что Филиппины — это независимая страна, а не колония США, и потому президента этой страны никто не может критиковать (Обама хотел обсудить массовые убийства на Филиппинах с Дутерте и другими лидерами стран на саммите). На следующий день Обама отменил встречу с Дутерте. В этот же день Дутерте извинился перед Обамой:

«Я не хочу ссориться с ним. Он сильнейший президент любой страны в мире.»

Также он сказал, что сожалеет о том, что его слова вызвали бурную реакцию в мире, и что сказанное им не было личным нападением на президента США.
9 сентября 2016 года Дутерте назвал генсека ООН «дураком»:

«Я сказал себе, что ты, Пан Ги Мун, всего лишь ещё один дурак. Я продолжу кампанию против преступников, мне не жаль их. Мне всё равно».

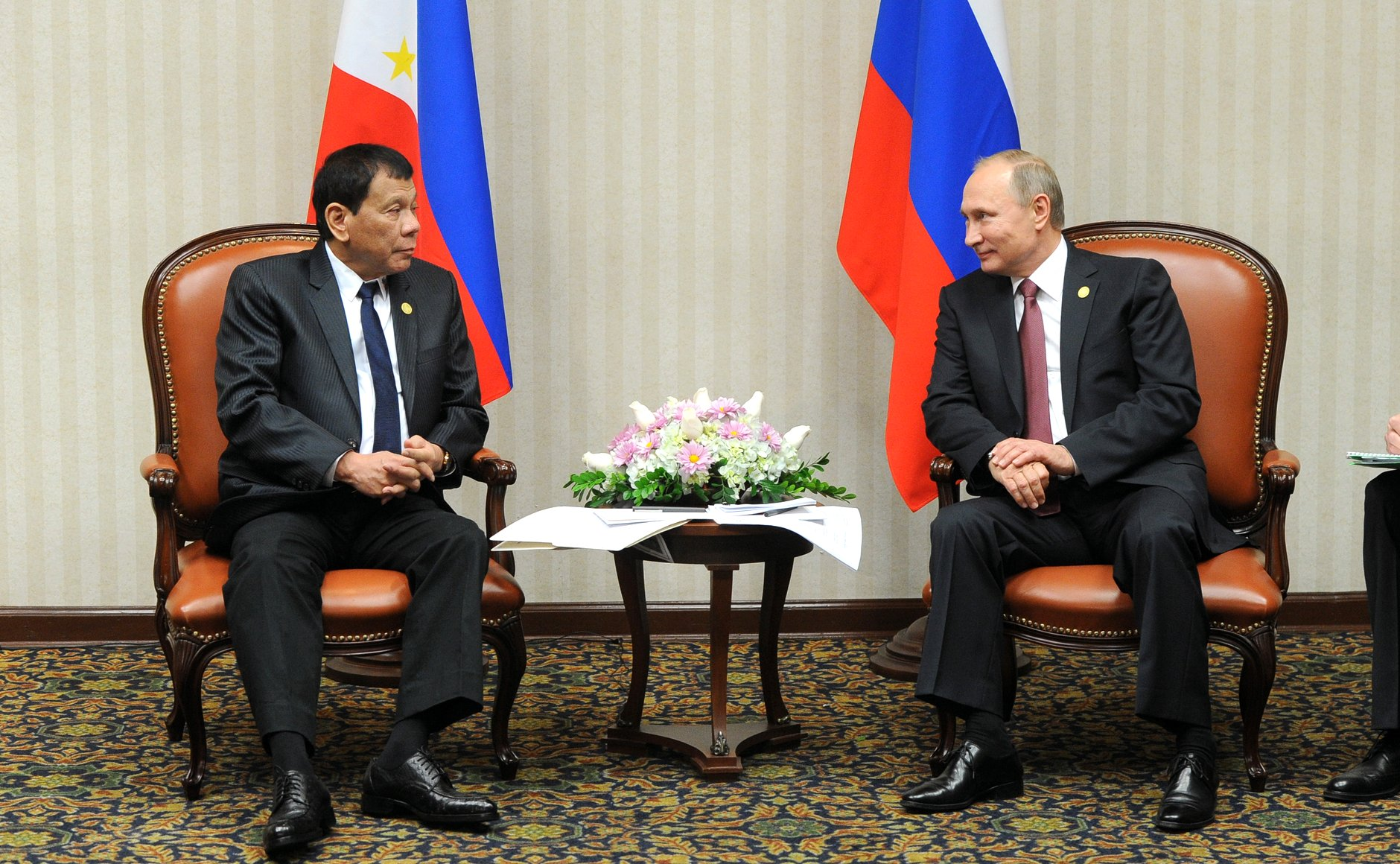
Встреча с президентом России Владимиром Путиным, 19 ноября 2016 года

В сентябре 2016 года стало известно, что на Филиппинах уже убито 2400 наркоторговцев. По сообщениям из официальных источников Министерства внутренних дел Филиппин, властям сдались ещё 700 000 наркоторговцев и наркозависимых людей, дабы избежать расправы по суду Линча. В середине сентября 2016 года сенат начал заслушивать показания Эдгара Маобато (Edgar Matobato), представившегося бывшим боевиком «Отряда Карателей» Дутерте, который обвиняет Дутерте в собственноручном убийстве конкурирующего политика Просперо Ногралеса в 2010 году. Во время слушаний свидетель настолько путался в показаниях, что это серьёзно дискредитировало сенаторов, настроенных против президента. Слушания закончились без каких-либо последствий для президента, но повлекли волну возмущений в социальных сетях этими сенаторами и нецелевым расходом ими бюджетных средств.
Родриго Дутерте ранее в ответ на критику его методов борьбы с наркобизнесом заявил о том, что пора «попрощаться с США», традиционным союзником Филиппин.

«Я меняю союзников в вашем идеологическом порядке, и, возможно, я съезжу и в Россию, чтобы сказать Путину, что отныне мы втроём — Китай, Филиппины и Россия — против остального мира. Другого пути нет».
— Дутерте в октябре 2016 года на экономическом форуме в Китае

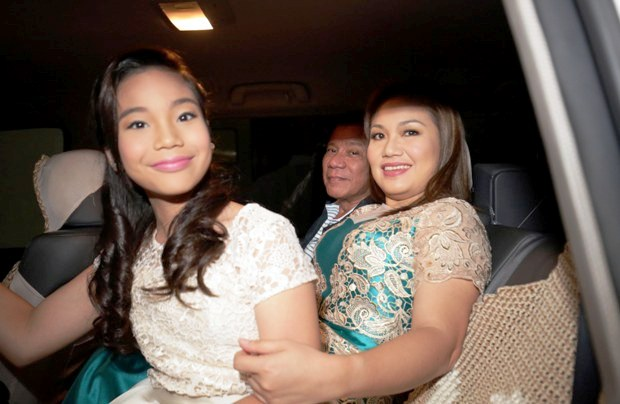
Со Сьелитой и дочерью Вероникой, июнь 2016 года

США и Европа подвергли Дутерте критике, на что тот ответил в весьма раздражённом тоне, послав Евросоюз «по известному адресу»:

«Я читал, что Европейский союз осудил мои действия. Я им скажу: идите нахуй! Вы делаете это во искупление грехов ваших. Они лицемеры. Загляните в историю, энциклопедию событий. Это они, Британия, Франция. А теперь ЕС ещё смеет осуждать меня. Повторюсь — идите нахуй!»
Оригинальный текст (таг.)Nung nabasa ko 'yung E.U. condemnation, sabihin ko sa kanila fuck you. You're doing it in atonement for your sins. Hipokrito itong, you should look at history books, encyclopedia of events. Sila 'yun eh, Britain, France. Tapos itong E.U. ngayon has the gall to condemn me. Again, I repeat it, fuck you.

В октябре 2021 года Родриго Дутерте объявил, что не будет баллотироваться на пост вице-президента в 2022 году и уйдет из политической жизни.
Позже, 9-10 декабря того же года, принял участие в «Саммите за демократию», проведённом по инициативе Президента США Джо Байдена. В произнесённой на саммите речи Дутерте пообещал «честные, мирные, свободные» выборы на Филиппинах в 2022 году.
В мае 2022 раскритиковал вторжение России на Украину и заявил, что он, в отличие от президента России Владимира Путина, «убивал представителей криминала, а не стариков и детей».

«…Путин и я оба убийцы. Я давно говорил вам, филиппинцам, что я действительно убиваю. Но я убиваю преступников, я не убиваю детей и стариков. Мы [с Путиным] принадлежим к двум разным мирам.»
— Президент Дутерте в мае 2022 года.

## Арест
11 марта 2025 года Дутерте был арестован в аэропорту Манилы по прибытии из Гонконга. Ордер на арест был выдан Международным уголовным судом по обвинению в преступлениях против человечности в ходе борьбы с наркоторговлей.

## Личная жизнь
Был женат на Элизабете Циммерман с 1973 года, в 2000 году получили разрешение суда на раздельное проживание. В этом браке имеет шесть детей.
Дутерте в настоящее время женат на бывшей медсестре Сьелито «Хонейлет» Авансенье. Общая дочь Вероника («Китти»).
Сестра — Сара Дутерте — выдвинута кандидатом в президенты на выборах 2022 года. Сам Дутерте — выдвинут вице-президентом на выборах 2022 года.
Дочь — Сара Дутерте-Карпио — возглавляет партию «Коалиция за перемены» и «Христианско-мусульманские демократы», а также является мэром города Давао.